# Rivière Taschereau (rivière Bell)
Pour les articles homonymes, voir Taschereau (homonymie).
La rivière Taschereau est un affluent de la rive ouest de la rivière Bell laquelle coule vers le nord pour se déverser sur la rive sud du lac Matagami. La rivière Taschereau coule successivement dans les municipalités de Belcourt et Champneuf, dans la ville de Senneterre et dans le territoire non organisé de Lac-Despinassy, dans la municipalité régionale de comté (MRC) de Abitibi, dans la région administrative de l’Abitibi-Témiscamingue, au Québec, au Canada.

## Géographie
Les bassins versants voisins de la rivière Taschereau sont :
- côté nord : rivière Laflamme, rivière Bell, rivière Bartouille ;
- côté est : rivière Ducros, rivière Boucane, rivière des Peupliers, rivière Bell ;
- côté sud : ruisseau Bélisle, rivière Pascalis, lac Tiblemont ;
- côté ouest : rivière Courville, ruisseau Tourville, rivière Laflamme, ruisseau Charlemagne, rivière Bartouille.

La rivière Taschereau prend sa source dans la municipalité de Belcourt au lac Courville.
À partir de sa source, le cours de la rivière Taschereau coule généralement vers le nord sur environ 90 km.
La rivière Taschereau se déverse dans une courbe sur la rive ouest de la rivière Bell. Cette confluence de la rivière Taschereau est située au sud du de Lebel-sur-Quévillon et au nord du centre-ville de Senneterre ;

## Toponymie
Le terme « Taschereau » désigne la rivière, le canton, un hameau, un lac, un marais, un ruisseau et le territoire non organisé.
Le toponyme rivière Taschereau a été officialisé le 5 décembre 1968 à la Commission de toponymie du Québec, soit lors de sa création.